# Greenacre
Pour l’article homonyme, voir Greenacres.
Greenacre est une localité de Nouvelle-Galles du Sud dans la municipalité de Strathfield, banlieue de Sydney.
Sa population était de 24 373 habitants en 2016.

## Sources
- (en) Cet article est partiellement ou en totalité issu de l’article de Wikipédia en anglais intitulé « Greenacre, New South Wales » (voir la liste des auteurs).